# Catch Me Daddy
Pour plus de détails, voir Fiche technique et Distribution.
Catch Me Daddy est un thriller britannique coécrit et réalisé par Daniel Wolfe sorti en 2014.

## Synopsis
Laila, jeune fille d'origine pakistanaise et son ami Aaron, jeune anglais, tentent d'échapper à une véritable chasse à l'homme lancée contre eux.
Poursuivis dans les contrées austères du Yorkshire, ils vont tout faire pour tenter de sauver leurs vies.

## Fiche technique
- Titre original : Catch Me Daddy
- Réalisation : Daniel Wolfe
- Scénario : Daniel Wolfe et Matthew Wolfe
- Direction artistique : Sami Khan
- Décors :
- Costumes :
- Montage : Dominic Leung et Tom Lindsay
- Musique : Matthew Watson et Daniel Thomas Freeman
- Photographie : Robbie Ryan
- Son : Stevie Haywood
- Production :
- Sociétés de production : Emu Films
- Sociétés de distribution : Bodega Films
- Pays d’origine : Royaume-Uni
- Langue originale : Anglais/Ourdou
- Format : couleur - 2,35:1 - son Dolby numérique
- Genre : Thriller
- Durée : 107 minutes
- Dates de sortie : 
  -  France : 16 mai 2014 (festival de Cannes 2014)[1]
  -  France : 7 octobre 2015 ( Sortie nationale )

## Distribution
- Sameena Jabeen Ahmed : Laila
- Conor McCarron : Aaron
- Gary Lewis : Tony
- Barry Nunney : Barry
- Adrian Hussain : Bilal
- Anwar Hussain : Junaid
- Ali Ahmad : Zaheer
- Shoby Kaman : Shoby
- Wasim Zakir : Tariq
- Nichola Burley :
- Kate Dickie :

## Distinctions

### Récompenses
- Festival du film britannique de Dinard 2014 : prix du scénario et prix de l'image

- British Independent Film Awards 2014 : meilleur espoir pour Sameena Jabeen Ahmed

### Nominations et sélections
- Festival de Cannes 2014 : sélection « Quinzaine des réalisateurs » et en compétition pour la Caméra d'or
- Festival international du film de Saint-Sébastien 2014 : sélection « Pearls »

- British Independent Film Awards 2014 :
  - Meilleure actrice pour Sameena Jabeen Ahmed
  - Meilleure production
  - Douglas Hickox Award du meilleur premier film pour Daniel et Matthew Wolfe